# WFS (企業)
株式会社WFS（ダブリューエフエス、英: WFS, Inc.）は、日本のゲーム会社。スマートフォン用ゲームアプリの開発・運営を中核事業としている。
グリーホールディングスの完全子会社。

## 概要
2014年5月26日に初のオリジナルタイトルとなる『消滅都市』をリリース。以降『アナザーエデン 時空を超える猫』などのゲームアプリの開発・運営を行っている。

## 沿革
- 2014年2月21日 - グリー（後のグリーホールディングス）の100％出資により、東京都港区に株式会社Wright Flyer Studios（英: Wright Flyer Studios, Inc.）設立[1]。
- 2018年10月1日 - 株式会社WFSに商号変更[2]。
- 2020年7月1日 - グリーよりWright Flyer Studios事業を承継[3]。
- 2025年1月1日 - ポケラボを吸収合併、およびコンシューマゲーム事業をGREE Studiosへ承継[4]。

## 事業概要

### コンテンツ事業
『アナザーエデン』や『ヘブンバーンズレッド』をはじめ、様々なゲームの開発・運営を行っている。また、親会社であるグリーのサービスをユーザー向けに提供する、「GREE Platform」のほかにも、App StoreやGoogle Playなどを通じてグローバルで配信している。さらに、コンシューマゲーム市場（Nintendo Switch）への参入や、LINE向けメッセンジャーゲームの開発・運営も行っている。

#### サービス中および開始予定タイトル
| 配信日         | タイトル                                    | 備考                                     |
| -------------- | ------------------------------------------- | ---------------------------------------- |
| 2017年4月12日  | アナザーエデン 時空を超える猫               | 2018年12月25日第2部を配信                |
| 2018年8月13日  | 釣り★スタ QUICK                             |                                          |
| 2019年1月31日  | 釣りスタ ワールドツアー                     |                                          |
| 2019年5月22日  | Loot Boom                                   |                                          |
| 2021年10月28日 | 転生したらスライムだった件 魔王と竜の建国譚 | 配信：バンダイナムコエンターテインメント |
| 2022年2月10日  | ヘブンバーンズレッド                        | 共同開発：ビジュアルアーツ               |

#### サービス終了済タイトル
| 配信日         | タイトル                                                                 | 終了日         | 備考 |
| -------------- | ------------------------------------------------------------------------ | -------------- | --- |
| 2014年5月26日  | 消滅都市                                                                 | 2024年2月27日  | auゲーム版は2018年9月27日に終了 オフライン版 配信 |
| 2014年7月3日   | 天と大地と女神の魔法                                                     | 2015年2月9日   | |
| 2015年6月      | パズクエ                                                                 | 2016年5月18日  | |
| 2015年12月8日  | ガーディアンクラッシュ                                                   | 2016年5月18日  | |
| 2015年6月24日  | LINE タワーライジング                                                    | 2016年9月28日  | |
| 2016年4月25日  | ソウルアームズ                                                           | 2017年5月30日  | |
| 2016年9月20日  | 追憶の青                                                                 | 2017年6月20日  | |
| 2017年6月19日  | ダンジョンに出会いを求めるのは間違っているだろうか〜メモリア・フレーゼ〜 | 2024年6月24日  | クラウドファンディングにより、一部シナリオを残したメモリアル版を配信 |
| 2017年3月30日  | 武器よさらば                                                             | 2019年3月25日  | |
| 2017年1月25日  | ららマジ                                                                 | 2020年6月3日   | |
| 2018年9月26日  | ワイルドアームズ ミリオンメモリーズ                                      | 2020年2月27日  | |
| 2019年9月18日  | 夏の終わりのパラドックス                                                 | 2020年10月30日 | LINE QUICK GAME終了に伴いサービス終了 |
| 2019年6月6日   | AFTERLOST - 消滅都市                                                     | 2021年6月30日  | |
| 2019年11月20日 | ソードアート・オンライン アンリーシュ・ブレイディング                    | 2023年1月16日  | 『ソードアート・オンライン アリシゼーション・ブレイディング』のタイトルでサービス開始。 2021年10月30日のアップデート時に改称。 配信：バンダイナムコエンターテインメント |
| 2022年4月27日  | 聖剣伝説 ECHOES of MANA                                                  | 2023年5月15日  | 配信：スクウェア・エニックス |

### ソリューション事業
法人向けのデジタル領域に対してソリューションサービスを提供している。従来のプロダクト開発で培ったノウハウをもとに、企画立案から開発、または運営まで、法人の課題解決の支援に取り組む。

### プラットフォーム事業
親会社のグリーが長年蓄積してきたSNSの開発・運営経験と、WFSが有するマーケティングノウハウを駆使して開発されたファンコミュニティ・プラットフォームの「Fanbeats」を通じて、法人・個人クリエイターのマーケティング活動を強力に支援する。